# سجلات العالم السفلي
سجلات العالم السفلي أو سجلات أندرلاند (بالإنجليزية: The Underland Chronicles)‏؛ خماسية روائية فنتازية ضمن أدب الأطفال، من تأليف الروائية الأمريكية سوزان كولنز، صدرت عن مؤسسة إستلاستيك ما بين عامي 2003-2007. وهي تسرد حكاية فتى يُدعى غريغور ومغامراته في الأندرلاند، وهو عالم تحت الأرض يقع تحت مدينة نيويورك. الخماسية وفقًا لكولنز، تتضمن العديد من الموضوعات المتعلقة بالحرب، بما في ذلك الحرب البيولوجية، الإبادة الجماعية وشؤون الحرب الاستخباراتية. مع أن خماسية كولنز هذه لم تنل حظها من الشهرة كما نالته ثلاثية مباريات الجوع التي صدرت لاحقًا للمؤلفة ما بين 2008-2010، إلا أنها حظيت بمراجعات نقدية كافية من قبل العديد من النقاد.

## الخماسية
- غريغور أوفرلاندر
- غريغور ونبوءة باين
- غريغور ولعنة الوورمبلودس
- غريغور وعلامات السرية
- غريغور ورمز المخلب

## الشخصيات الرئيسية
- غريغور (بالإنجليزية: Gregor)‏ (الفتى ذو الحادية عشرة من العمر، من أهالي مدينة نيويورك، حيث ينزل إلى الأندرلاند.)
- لاكسا (بالإنجليزية: Luxa)‏ (أميرة ريجاليا (بالإنجليزية: Regalia)‏ المدينة البشرية الواقعة تحت الأرض.)
- أريس
- باين
- فايكس
- سولوفت
- ريبرد